# 아구도테리움
아구도테리움(Agudotherium)은 브라질 남부의 파라나 분지(Paraná Basin) 칸델라리아 지층(Candelária Formation)에서 발견된 키노돈트이다. 현재 존재하는 종은 아구도테리움 가세내(Agudotherium gassenae)이다. 아구도테리움 가세내의 표본은 3개이며 모두 부분적인 하악골이다.